# Stelletta solidissima
Stelletta solidissima är en svampdjursart som först beskrevs av Wilson 1902.  Stelletta solidissima ingår i släktet Stelletta och familjen Ancorinidae.
Artens utbredningsområde är Puerto Rico. Inga underarter finns listade i Catalogue of Life.